# Raw Power
Raw Power är ett album av det amerikanska rockbandet The Stooges, utgivet 1973. Även om det inte innebar någon stor framgång rent kommersiellt ses det som en viktig influens inom den tidiga punken.
Här steg bandets frontfigur Iggy Pop fram som enenergisk, galen och samtidigt genialisk sångare på ett sätt som han inte gjort på föregångarna. David Bowie var nyfiken på The Stooges och han remixade plattan.

## Låtlista
Alla låtar är skrivna av Iggy Pop och James Williamson.
1. "Search and Destroy" - 3:30
2. "Gimme Danger" - 3:33
3. "Your Pretty Face Is Going to Hell" - 4:55 (ursprungligen "Hard to Beat")
4. "Penetration" - 3:41
5. "Raw Power" - 4:16
6. "I Need Somebody" - 4:53
7. "Shake Appeal" - 3:04
8. "Death Trip" - 6:07